# Campbell Wright
Campbell McRae Wright (Rotorua, Nueva Zelanda, 25 de mayo de 2002) es un deportista estadounidenses de origen neozelandés que compite en biatlón. Ganó dos medallas de plata en el Campeonato Mundial de Biatlón de 2025, en las pruebas de velocidad y persecución.

## Palmarés internacional
| Campeonato Mundial | Campeonato Mundial  | Campeonato Mundial | Campeonato Mundial |
| Año                | Lugar               | Medalla            | Prueba             |
| ------------------ | ------------------- | ------------------ | ------------------ |
| 2025               | Lenzerheide (Suiza) | Medalla de plata   | Velocidad          |
| 2025               | Lenzerheide (Suiza) | Medalla de plata   | Persecución        |